# 鉄道私有コンテナ

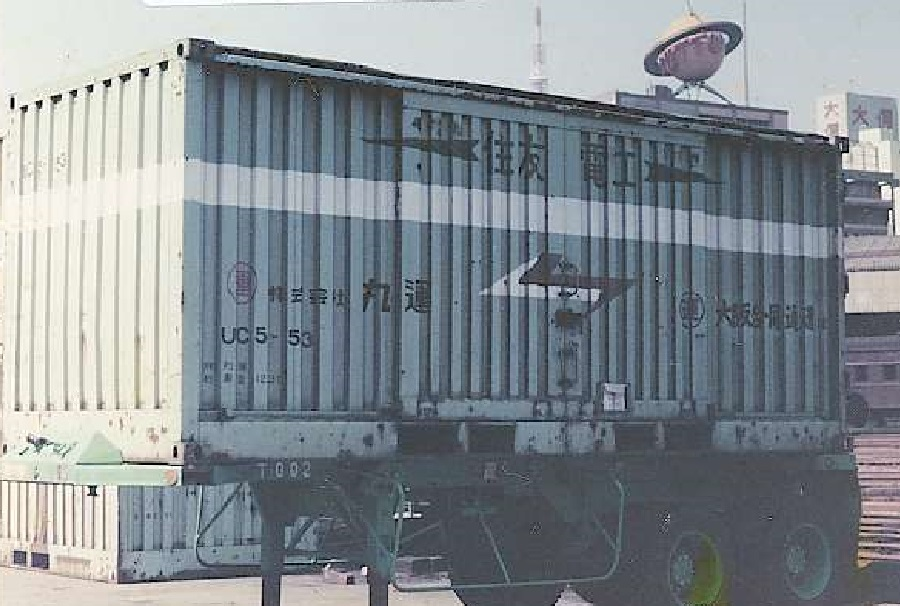
元々は旧、国鉄がコンテナの登録を一括で管理し、「私有コンテナ制度」開始から数ヵ月後の1971年（昭和46年）1月に登録された。
コンテナの横長両側面には、コンテナを所有して元・汐留貨物駅側の輸送窓口となっていた丸運と、元・梅田貨物駅側の輸送を担当した提携先の、大阪合同通運の名前が連名で記載されていた。
大きさは20 ft級の私有汎用コンテナで、住友電工の巻き電線関連の製品を輸送していた。
東京都／元、汐留貨物駅にて、1975年（昭和50年）4月撮影。

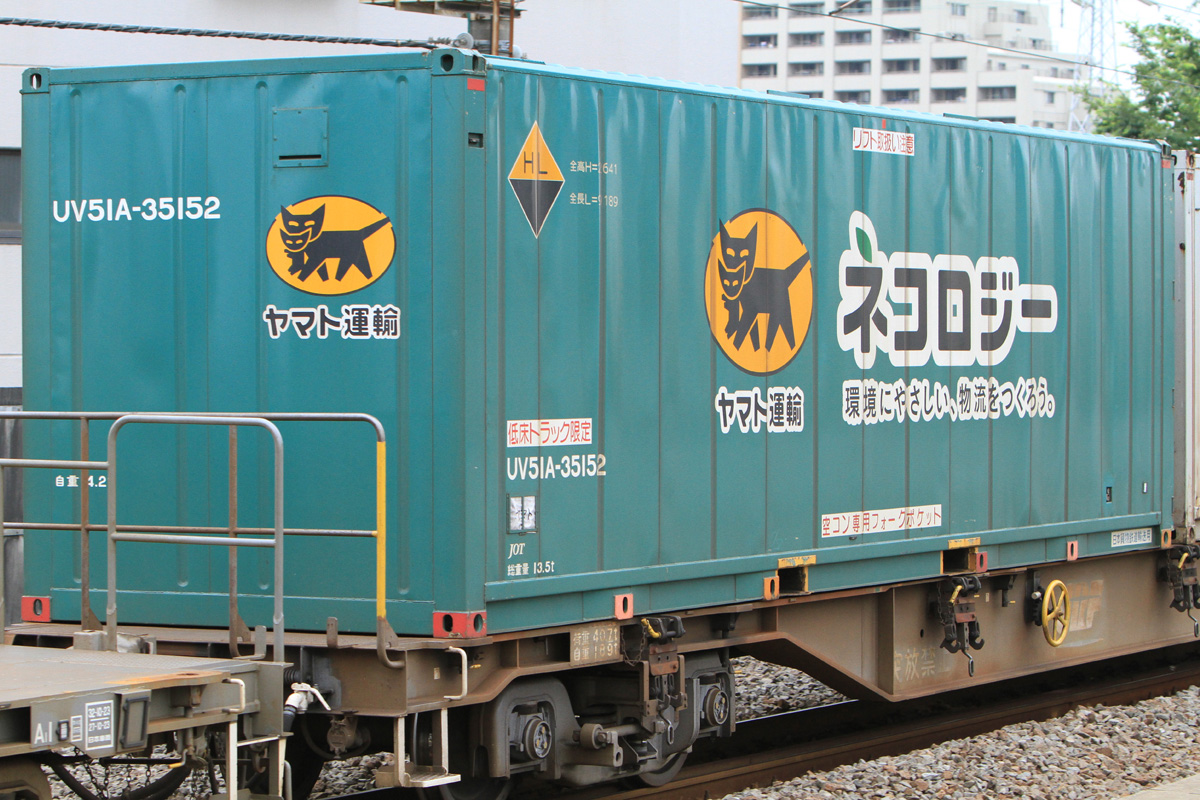
JR貨物管理へ移行後に、大規模な規制緩和で生まれた31 ft級のヤマト運輸所有、汎用コンテナ。
このコンテナでは、大型看板並の両側面を生かしてヤマト運輸伝統のクリーム色塗装を派手に目立つ下地色に変更し、さらに企業姿勢の大々的なアピールと、宅配荷物の大量輸送を両立させている事例である。
神奈川県／川崎市・八丁畷駅にて、2016年（平成28年）6月9日撮影。

鉄道私有コンテナ（てつどうしゆうコンテナ）とは、日本国内における鉄道コンテナの区分の一つである。現状では日本貨物鉄道（JR貨物）以外の企業や団体などが、JR貨物より登録承認の専用形式と管理番号を付与された上で固有の財産として所有し、日本国内において自己のスケジュールでJR貨物による鉄道輸送と、これに関連するトラック輸送を主体に運用している、いわば「私物」のコンテナである。ただし、一部のコンテナでは内航船やフェリーで、沖縄県や佐渡島等の離島の他、韓国や中国の限定された地区へも少量ながら輸送されている。また稀に、私有コンテナとして登録されたものの諸般の事情により、鉄道は一切使用せずにトラックのみの輸送または、トラックとフェリーや内航船を組み合わせた輸送に特化した事例もある。なお、鉄道従事者の間では、公文書や社内書類などもふくめ単に「私有コンテナ」と呼ばれている。
これらの私有コンテナ制度は、旧・日本国有鉄道時代の1970年（昭和45年）10月から、初代旧、西岡山 ⇔ 隅田川貨物駅間で新設されたコンテナ専用列車『山陽ライナー』の運行に際し、民間資本の導入と荷主への輸送サービスの一環として、国鉄本社内で一括管理する形で同年6月に始まった。その後、1987年（昭和62年）の分割民営化により貨物専業組織として誕生したJR貨物がこれを継承して、現在も全ての管理業務を行っている。基本的に輸送に関わる諸法令や構造基準により、コンテナの基本的な寸法や安全性・構造強度等が厳格に定められている。そのため、コンテナ本体の構造は規制の範囲内であれば、所有者または借受使用者の強い意向や、関連する機器設備と連帯して、使い勝手の向上と生産性に寄与する構造となっている。これは、例えばトラックにも小型の宅配専用車から、各種の特殊な装備や設備を備えている大型特殊車があるように、コンテナの種類も用途目的も多種多彩になっている。
なお海上コンテナにおいては、「荷主自らが所有するコンテナ」はS.O.C.（Shipper's own Container）と呼ばれる。また対義語となる「運送会社が所有するコンテナ」は、COC（Carrier's Own Container）と呼ばれる。ただし、鉄道輸送される場合でUT11K形コンテナなどのように、事前にJR貨物より私有形式付与により、認定された特定の海上コンテナの場合では「私有コンテナ」と呼ばれ、それ以外の場合は「海上コンテナ」または「海コン」と呼ばれ、輸送関係先へ送られる日々の輸送通報や各種の記録に使用されている。

## 外装と記載事項
コンテナの本体スペースには、JR貨物から指定された最低限の記載義務事項のほか、危険品や特殊品に関しては関係する法令で定められた表示事項と、各種の保安上の規制色（一例としてグレー色での塗装）や、社会通念上の概念を守れば、使用する色彩やデザインを駆使して自由に表現できる。つまり、走るキャンバス・走る宣伝カーとなるので、それ相応の製作費用は掛かるが、企業姿勢のアピールや、商品・事業などの宣伝にもつながり、その効果は絶大である。これらのメリットを生かし、近年のカッティングまたは、プリントシートを駆使した芸術的な表現力を備えたラッピングコンテナも数多く登場し、さらに模型や玩具のほか、箱型コンテナの収納箱や小物入れなど、各種の商品化やグッズ化されたり、マスコミでも輸送風景などの特集を組まれたりして、一般人にもそのバリエーションが浸透し始めている。 
- ウィキメディア・コモンズには、鉄道コンテナのペインティングに関するメディアがあります。

## 旧式 「種別番号」 登録規格
| 形式     | U    | 原則として私有を表す User からの U を割り当てる。 - ただし、例外的に1985年（昭和60年）から登録され始めた、日通所有12 ft有蓋コンテナはN （Nippon tsuun） からの頭文字【NC1 ・ NC2の二形式】と、12 ft通風コンテナ【NV1の一形式】及び、全国通運所有12 ft有蓋コンテナはZ （Zenkoku tsuun） からの頭文字【ZC1の一形式】をそれぞれ割り当てた。 |
| 形式     | C    | アルファベット一文字でコンテナの区分用途を表示する。 - C - ドライ（いわゆる汎用コンテナ） - H - ホッパ - M - 無蓋（むがい） - R - 冷蔵・冷凍（旧式区分では、 F ＝冷凍を区別する概念はなかった。） - T - タンク - V - 通風 |
| 形式     | 5    | 1 - 9までの数字一文字で、コンテナの大きさや、使用用途を細かく分けている。 ※くわしくは#旧式 「種別番号」 登録規格一覧表を参照。 |
| ┃        | ┃    | 前記三種類の 「形式を表す部位」 と、次記の 「登録番号を表す部位」 とを区切るために、【 - 】記号一文字を使う。 |
| 登録番号 | 1234 | 連番登録や、飛び番号など多くの割り当て番号区分が存在する。 ※くわしくは#本体番号への番台仕分け割り当てを参照。 |

### 旧式 「種別番号」 登録規格一覧表
| 形式       | 荷重(t)級 | 区分用途  | 備考 |
| ---------- | --------- | --------- | --- |
| UC1        | 5 t級     | 有蓋(C)   | 最終登録となった UC1-63番（日本フレートライナー所有）は、初登場となるハンガーコンテナ仕様となり、この輸送実績を元としてJR貨物以降後に新しい輸送形態のアパレル物流として、5 t級・10 t級を問わず各種形式で発展して行った。                                                                                               |
| UC5        | 10 t級    | 〃        | ごく一部の固体では形式変更を行わず、所有者の都合で保冷仕様や、通風仕様に改造された事例も存在している。 |
| UC7 初代   | 15 t級    | 〃        | 1973年（昭和48年）に、30 ftとして計画されたものの、荷役体制が整わず中止となり、全く登録される事無く形式が消滅した。 |
| UC7 二代目 | 10 t級    | 〃        | 一度形式消滅したものの、1979年（昭和54年）に一部の内航船による航送輸送用（船舶安全法施行規則 - e-Gov法令検索、第十九条の三 《コンテナに関する検査の特例》 適用）として再割り当てされ、最終的には993個登録された。 |
| NC1        | 5 t級     | 〃        | 日本通運専用。 数年後に登録時の契約により、自社内備品用途への転用など一部の特殊事例を除き、JR貨物が形式変更する事無く買取って移籍。 |
| NC2        | 5 t級     | 〃        | 日本通運専用（背高仕様2.5 m）。 NC2-4 〜 203番までは、CABINのカラーリング仕様。 |
| ZC1        | 5 t級     | 〃        | 全国通運専用。 数年後に登録時の契約により、自社内備品用途への転用など一部の特殊事例を除き、JR貨物が形式変更する事無く買取って移籍。 |
| UH1        | 5 t級     | ホッパ(H) | 非危険物（汎用品）専用。 積荷は殆どが化学製品であったが、一例のみの食品仕様（ビール用麦芽 ・ 麒麟麦酒所有、UH1-62〜91）も存在していた。 排出方法は、ダンプ式 ・ 圧縮空気圧式 ・ 吸引式に分かれる。 |
| UH3        | 5 t級     | 〃        | 危険物専用。 カルシウムカーバイド専用として、電気化学工業ただ一社独占で登録されていた。 |
| UH5        | 10 t級    | 〃        | 非危険物（汎用品）専用。 積荷はすべて化学製品で、排出方法は吸引式。 |
| UM1        | 5 t級     | 無蓋(M)   | 箱型 ・ 1/2低床型 ・ 1/3低床型などの様々な概観や、親子抱き合わせ型などの特殊仕様もある。 |
| UM5        | 10 t級    | 〃        | 標準的な箱型のほかに、低床三段積み回送型などの特殊仕様もある。 |
| UM7        | 15 t級    | 〃        | 1973年（昭和48年）に、30 ftとして計画されたものの、荷役体制が整わず中止となり、形式が消滅した。 ※登録に関しては、全く登録されていないのか、僅かながら登録されるも人目に触れる事なく処分されのか、何れも確たる出典等は無い。                                                                                            |
| UR1        | 5 t級     | 冷蔵(R)   | 登録固体の中にたった一個のみ、液体窒素噴霧式を搭載したいわゆる、冷凍コンテナ仕様 (日通所有UR1-27番) が存在していた。 なお当時の区分には、冷凍（F）は存在していなかった。 |
| UR4        | 5 t級     | 〃        | 特定ユーザー用の日本石油輸送として割り当てられて、JR貨物移行直後に旧形式としては、最後の形式登録となった。 |
| UR5        | 10 t級    | 〃        | 登録固体の中には、多数の冷凍機器を搭載したいわゆる、冷凍コンテナ仕様が存在していた。 なお当時の区分には、冷凍（F）は存在していなかったために、総登録数55個中、冷蔵仕様＝22個・冷凍仕様＝33個（機械式＝27個 ＋ 液体窒素噴霧式＝6個）の様に、同じ冷蔵区分のUR1形式とは正反対の状況であった。                             |
| UT1        | 5 t級     | タンク(T) | 非危険物扱いのタンクコンテナで基本は液体用であるが、一部に粉体用（化成品のみ）も存在していた。 また特記事項として、積荷は化成品が殆どを占めている他形式の普通品用タンクコンテナとは違って、多くの食品類（水飴・牛脂・牛乳・液糖・酒類・硬化油・調味料）仕様も存在していた。                                            |
| UT3        | 5 t級     | 〃        | 液体用、危険物専用。 積荷の多くは化成品などであるが、一部に食品類（植物油・食用油）仕様も少数ながらも存在していた。 またアクロレインなどの一部積荷では保安上の理由により、外枠で箱状にタンク体を囲い込こんだ特殊仕様も多数存在していた。 ※なお、この場合は、空コン状態に限り二段積み留置が可能であった。               |
| UT5        | 10 t級    | 〃        | 非危険物扱いの液体用と、圧縮空気圧排出方式の粉体用が混在していた。 積荷は殆どが化学製品であったが、一例のみの食品仕様（牛乳専用 ・ 牛乳リース所有／青森県経済連借受、UT5-1・2）も存在していた。 |
| UT6        | 10 t級    | 〃        | 非危険物扱い、圧縮空気圧排出方式の粉体用、22.5 ftサイズの特殊仕様。 |
| UT7        | 10 t級    | 〃        | 非危険物専用、航送用。 船舶安全法施行規則 - e-Gov法令検索、第十九条の三 《コンテナに関する検査の特例》 適用。 東洋インキ製造ただ一社のみの登録で終わった。 |
| UT8        | 10 t級    | 〃        | 特定用としての区分ながらも、実際の固体登録はなし。 |
| UT9        | 10 t級    | 〃        | 液体用、危険物専用。 一部積荷の保安上の理由により、外枠で箱状にタンク体を囲い込こんだ特殊仕様も多数存在していた。 ※なお、この場合は、空コン状態に限り二段積み留置が可能であった。 |
| UV1        | 5 t級     | 通風(V)   | UVI-0番台の90番位から、日本石油輸送より複数方式での通風性能等の改良を目指した試作品が数個登録された。 この試験結果により、派生形式となったシャッター式・外側切り替え型（UVI-1000番台）及び、JR以降後の新形式で採用されて後に「冷蔵兼用通風型」のコンテナが開発されるなど、コンテナの運用効率改革に多大な影響を与えた。 |
| UV5        | 10 t級    | 〃        | 登録末期となる（UV5-73〜77近鉄大一トラック）からは、UV1で開発されたシャッター式、外側切り替え型が始めて採用された。 |
| NV1        | 5 t級     | 〃        | 日本通運専用。※試作品で一個のみの登録で終わった。 |
| 形式       | 荷重(t)級 | 区分用途  | 備考 |

## 新式 「種別番号」 登録規格
| 形式     | U  | 私有を表す User からの U を割り当てる。 |
| 形式     | M  | アルファベット一文字でコンテナの 「区分用途」 を表示する。 ただし、 C 文字のみ省略される。 (例)、U30A - 123 - 記号無し - ドライ（いわゆる汎用コンテナ） - F - 冷凍 - G - 電源 - H - ホッパ - L - 活魚 ※初期の一形式一個のみの登録で終わり、以後の活魚コンテナは全て「有蓋コンテナ」区分へ集約し、形式の末尾に「使用用途」区分で特殊品用の記号、 D 文字を付与する。 - M - 無蓋（むがい） - R - 冷蔵 - T - タンク - V - 通風 |
| 形式     | 11 | 数字一文字または二文字で、コンテナの容積 m3（無蓋コンテナのみ床面積 m2）を表している。 厳密には端数四捨五入計算の為に、『（例）: UM11A 』では、「床面積10.5 - 11.4m3の間に属する無蓋コンテナ」が対象となる。 |
| 形式     | A  | アルファベット一文字でコンテナの 「使用用途」 を表示する。 但し、JR貨物所有コンテナの形式各末尾につくアルファベットは、同一形式系においての派生製作順に（例えば、ドライコンテナ20形式系では、20A・20B・20C・20D … ）として割り当てられているので、私有コンテナ付与基準とは無関係である。 - A - 非危険品（いわゆる普通品） ※タンクコンテナでは、一品目専用積載の場合に適用。 - B - 航送用。詳細は国鉄UC7形コンテナ#航送用コンテナが生まれた背景と、関連する法令を参照。 - C - 危険品 ※タンクコンテナでは、一品目専用積載の場合に適用。 - D - 特殊 - E - 多品種積載対応用、非危険品（いわゆる普通品）タンクコンテナに適用。 - F - 多品種積載対応用、危険品タンクコンテナに適用。 - G - ISO 668規格の国際海上コンテナを私有化した、非危険品（いわゆる普通品）タンクコンテナに適用。但し、例外として北海道から道外へ牛乳を輸送する海上コンテナを私有化した『 UT20A-8000番台 』に関しては、この区分が出来る前に既に登録されていたために、非危険品区分の ( A ) となっている。 - K - ISO 668規格の国際海上コンテナを私有化した、危険品タンクコンテナに適用。 - S - スライドバン・システム ※輸送方式変更の為に現在は存在しない。 |
| ┃        | ┃  | 前記四種類の 「形式を表す部位」 と、次記の 「登録番号を表す部位」 とを区切るために、ハイフン記号一文字を使う。< - ただし、主に30 ft系の一部のコンテナ （記載面がコルゲート仕様の場合） では、一連の記載事項が10桁前後にもなるので、これを横書きにした場合にコルゲートの凹凸面の影響で読み辛くなり、荷扱い担当者が誤読するために、これを防止する観点から縦書としている。なおこの場合は、【 - 】記号を縦書で使うと【 1 】と誤読するので、【 - 】記号を半角の様に短く且つ太く記載又は、【 ・ 】記号に置き換える。 |
| 登録番号 | 77 | 連番登録や、飛び番号など多くの割り当て番号区分が存在する。 ※くわしくは#本体番号への番台仕分け割り当てを参照。 |

### 新式 「種別番号」 登録規格一覧表
| U付き記号       | 区分用途         | 使用例 | 備考 |
| --------------- | ---------------- | ------ | --- |
| U_ （記号なし） | 有蓋コンテナ     | U30A   | |
| UF              | 冷凍コンテナ     | UF12A  | |
| UG              | 電源コンテナ     | UG8D   | |
| UH              | ホッパコンテナ   | UH20B  | 従来からの鉄道専用コンテナの他に、ISO 668規格に準ずる国際海上コンテナ仕様も少数ながら登録されている。                                               |
| UL              | 特定活魚コンテナ | UL4D   | 一形式一個のみの登録で終わり、以後の活魚コンテナは全て「有蓋コンテナ」へ集約し、末尾の「使用用途」を示す記号は、「特殊用途」を表す( D )を付与する。 |
| UM              | 無蓋コンテナ     | UM14C  | |
| UR              | 冷蔵コンテナ     | UR52A  | |
| UT              | タンクコンテナ   | UT26C  | 従来からの鉄道専用コンテナの他に、ISO 668規格に準ずる国際海上コンテナ仕様も多数登録されている。                                                     |
| UV              | 通風コンテナ     | UV19A  | |

## 本体番号への番台仕分け割り当て
| 区分 | 番台      | 割り当て用途 | 大きさ  | 旧式 （例） | 新式 （例） |
| ---- | --------- | --- | ------- | ----------- | ----------- |
| 特例 | 500〜     | 数社へ割り当て。 | 12 ft   | N/A         | U20A        |
| 〃   | 〃        | 日本石油輸送専用割り当て。 | 〃      | N/A         | UR17A       |
| 特例 | 1,000〜   | 福山通運専用割り当て。（UC5-1,001 〜 1,510まで） ※1,511 〜 3,000までの1,490個分は、福山通運専用続番登録用のために、大量欠番となっている。           | 20 ft   | UC5         | N/A         |
| 〃   | 〃        | 福山通運専用割り当て。（UM5-1,001 〜 1,112まで） | 〃      | UM5         | N/A         |
| 〃   | 〃        | 川崎市環境局専用割り当て。 | 12 ft   | N/A         | UM8A        |
| 〃   | 〃        | 〃 | 20 ft   | N/A         | UM11A       |
| 〃   | 〃        | 〃 | 〃      | N/A         | UM13A       |
| 〃   | 〃        | 日本通運 ・ 全国通運 ※外部給電式冷凍コンテナ専用割り当て。                                                                                          | 12 ft   | N/A         | UF15A       |
| 〃   | 〃        | 日本通運 ・ 全国通運 ※外部給電式冷凍コンテナ専用割り当て。                                                                                          | 20 ft   | N/A         | UF26A       |
| 〃   | 〃        | 全国通運 ※外部給電式冷凍コンテナ専用割り当て。 | 〃      | N/A         | UF27A       |
| 〃   | 〃        | 全農専用割り当て。（UT1-1,001 〜 1,050まで） | 12 ft   | UT1         | N/A         |
| 〃   | 〃        | 一部に日本通運九州支店用リース付与分を含む日本石油輸送及び、札幌通運の自社所有あり。 ※登録個数が一千個以上のために、2,000番台への連番となっている。 | 〃      | UV1         | N/A         |
| 特例 | 2,500〜   | 函館運送専用割り当て。 ※2.501より数個は、冷凍板（蓄冷剤的な装置）装備の特殊仕様。 ※続き番号での数個は、通常仕様。                                   | 12 ft   | N/A         | UR17A       |
| 〃   | 〃        | 日本石油輸送専用割り当て。 | 12 ft   | N/A         | UR18A       |
| 特例 | 5,000〜   | 日本石油輸送専用割り当て。 ※通風と保冷兼用。 | 12 ft   | UV1         | N/A         |
| 共通 | 〃        | 総重量12.4 t 〜 13.5 tに属する。 ※5,000番台単独割り当て以外に、各種(万)の位との組み合わせも有り。                                                   | 20 ft〜 | 多数        | 多数        |
| 新式 | 8,000〜   | 総重量13.5 t以上に属する。 ※8,000番台単独割り当て以外に、各種(万)の位との組み合わせも有り。                                                         | 20 ft〜 | N/A         | 多数        |
| 特例 | 9,000〜   | 全国通運が「川崎市環境局」専用で、配備している背高タイプ専用割り当て。                                                                              | 12 ft   | N/A         | UM8A        |
| 新式 | 〃        | 第2積載限界内で輸送する。 ※9,000番台単独割り当て以外に、各種(万)の位との組み合わせも有り。                                                          | 20 ft〜 | N/A         | 多数        |
| 新式 | 9,500〜   | 第1積載限界内で輸送する。 ※9,500番台単独割り当て以外に、各種(万)の位との組み合わせも有り。                                                          | 20 ft〜 | N/A         | 多数        |
| 新式 | 9,800〜   | 最大積載量18 t 〜 24 tまでの、重量級タンクコンテナに割り当て。                                                                                      | 20 ft   | N/A         | 多数        |
| 旧式 | 10,000〜  | 旧式の各種航送用に割り当て。 | 20 ft   | UC7         | N/A         |
| 特例 | 〃        | 日本環境輸送専用割り当て。 | 12 ft   | N/A         | UM8A        |
| 〃   | 〃        | 日本石油輸送専用割り当て。 | 〃      | N/A         | UR18A       |
| 〃   | 〃        | 〃 | 〃      | N/A         | UR19A       |
| 〃   | 〃        | 〃 | 〃      | N/A         | UR20A       |
| 特例 | 15,000〜  | 日本石油輸送専用割り当て。 | 12 ft   | N/A         | UR19A       |
| 特例 | 20,000〜  | 日本石油輸送専用割り当て。 | 12 ft   | N/A         | UR18A       |
| 〃   | 〃        | 〃 | 〃      | N/A         | UR19A       |
| 旧式 | 〃        | 日本フレートライナーのみの登録。（UC5-20,001 〜 20,003まで）                                                                                        | 24 ft   | UC5         | N/A         |
| 特例 | 20,900〜  | 日本石油輸送専用割り当て。 | 12 ft   | N/A         | UR19A       |
| 共通 | 25,000〜  | 数社に割り当て。 | 22.5 ft | UT6         | UT20A       |
| 新式 | 30,000〜  | 多数に割り当て ※各種(千)の位との組み合わせ。 | 30 ft   | N/A         | 多数        |
| 特例 | 38,100〜  | 日本石油輸送専用割り当て。 | 30 ft   | N/A         | UT26C       |
| 新式 | 40,000〜  | 水島臨海通運 ※(8千)の位との組み合わせ。 | 40 ft   | N/A         | UM27A       |
| 特例 | 50,000〜  | ヤンマー専用割り当て。 | 12 ft   | N/A         | UF16R       |
| 特例 | 70,000〜  | 日本石油輸送専用割り当て。 ※超高性能冷蔵。 | 12 ft   | N/A         | UR16A       |
| 〃   | 〃        | 〃 | 〃      | N/A         | UR17A       |
| 特例 | 85,400〜  | 神奈川臨海通運専用割り当て。 ※工業塩輸送専用。 | 30 ft   | N/A         | UM30S       |
| 新式 | 90,000〜  | ISO規格の国際海上コンテナを私有化。 | 20 ft   | N/A         | 多数        |
| 特例 | 105,000〜 | 元々の5,000番台に続く本体連番が、001 〜 999番までの実質999個を使い切った場合に付与。 ※（例） 105,000は、実質1,000個目の登録となる。                 | 20 ft   | N/A         | UM12A       |
| 〃   | 139,500〜 | 元々の39,500番台に続く本体連番が、501 〜 999番までの実質499個を使い切った場合に付与。 ※（例） 139,500は、実質500個目の登録となる。                  | 30 ft   | N/A         | U55A        |
| 区分 | 番台      | 割り当て用途 | 大きさ  | 旧式 （例） | 新式 （例） |

※凡例
1、 「区分」 欄について。
-  「共通」 とは、JR貨物所有及び私有コンテナの、新・旧形式全てに共通事項。
-  「旧式」 とは、私有コンテナの旧形式基準のみに適用される番台事項。
-  「新式」 とは、JR貨物以降後に新しく設けられた形式（ 例 : 30ft型、U46A-30,000番台 ）基準のみに適用される番台事項。
-  「特例」 とは、該当形式（ 例 : UR19A-20,900番台 ）特有の諸事情により設けられた番台事項。

2、 一部の番台区分及び形式には、消滅した事案も参考として含んでいる。